# 海灘的一天
《海灘的一天》是一部於1983年上映的台灣電影，由楊德昌擔任導演，楊德昌與吳念真擔任編劇，並由張艾嘉、胡茵夢主演，本片為台灣新浪潮電影的首批作品之一。
1983年，該電影的攝影師杜可風憑藉《海灘的一天》中獲取第28屆亞太影展的最佳攝影獎。

## 劇情簡介
旅外的鋼琴家譚蔚青，受邀歸國演出時，與友人佳莉重逢，兩個女人在咖啡廳裡聊著往事；當年蔚青與佳莉的哥哥佳森相戀，卻因為佳莉的醫生父親反對而分手，佳森另娶他人但過著不快樂的生活。
目睹這一切的佳莉，決定脫離家庭的安排，與她大學認識的男友德偉，來到台北組成屬於自己的小家庭。不料，德偉事業成功後，夫妻關係漸漸陷入僵局。
某天，德偉彷彿人間蒸發，佳莉從先生的友人阿財那邊得知德偉虧空公款的消息，尋找德偉的過程中，佳莉發現德偉逐漸改變的原因，也漸漸從中尋回自我的價值。此時，海邊發現疑似德偉的屍體，但是對佳莉而言，死者是誰已經不再重要。

## 人物角色
按電影片尾演出表排序。
| 角色   | 演員                   | 備註                                      |
| ------ | ---------------------- | ----------------------------------------- |
| 林佳莉 | 張艾嘉 李淑楨（童年）  | 佳森的妹妹，德偉的妻子                    |
| 譚蔚青 | 胡茵夢                 | 旅歐鋼琴家，佳森的舊情人，佳莉的好友      |
| 林佳森 | 高鳴鴻 羅文誠（童年）  | 佳莉的哥哥                                |
| 阿財   | 徐明                   | 佳莉、德偉的大學同學、好友，德偉的老闆    |
| 欣欣   | 李烈                   | 佳莉的大學同學、好友                      |
| 程德偉 | 毛學維                 | 佳莉的丈夫、大學同學，阿財的員工          |
|        | 梅芳                   | 林母，佳莉、佳森的母親                    |
|        | 南俊                   | 林父，佳莉、佳森的父親                    |
| 小慧   | 顏鳳嬌                 | 公司經理，德偉的外遇對象                  |
|        | 小戽斗                 | 工友                                      |
|        | 守仁                   | 巡佐                                      |
| 平平   | 吳少剛、楊德昌（聲音） |                                           |
|        | 孫明珠                 | 佳莉家的女傭                              |
| 陳婉真 | 黃玉華                 | 佳森的妻子，哲夫的姐姐                    |
| 陳哲夫 | 李夢麟                 | 佳莉的原訂結婚對象，婉真的弟弟            |
|        | Jennifer O'neal        | 蔚青的助理                                |
|        | 羅璧玲                 | 與德偉在電話亭的女孩/參與演出但片尾未具名 |
|        | 林瑞陽                 | 小慧在公司的助理/參與演出但片尾未具名     |
|        | 侯孝賢                 | 小慧在公司的同事/參與演出但片尾未具名     |

## 製作
《海灘的一天》的起源可追溯到導演楊德昌早期的電影經歷。在1981年為余為彥執導的《1905年的冬天》編寫劇本後，楊則繁提出製作一部電影製作，其構想涉及到「一個女人在沙灘上，吹風，不知道她的丈夫在哪裡」的主題。吳念真因觀看《1905年的冬天》而結識了楊德昌。而余為彥和徐克也向中影推薦了楊德昌後，則為《海灘的一天》的編劇合作奠定了基礎。
楊德昌的延續1982年執導短片《光陰的故事：指望》的女性成長主題，將之推向更加龐大的社會轉型觀察，然而其不擅長用文字或口語表達自己的構思，許多概念只存在於他的思維中，鑑於楊德昌的電腦背景，吳則採用了流程圖的方式將多重敘事的複雜概念繪製在白板上。隨後，吳和楊則帶著流程圖前往墾丁，並於十天後完成了《海灘的一天》的初稿劇本。最初，楊德昌仍對初稿劇本不滿意，但中影已經表現出失去耐心，拒絕了他要找張毅重新編寫劇本的建議，只允許他和吳念真對現有劇本進行一次修訂。
杜可風受道楊德昌的邀請，首次在《海灘的一天》擔任攝影師工作。該舉曾引起中央電影公司內部攝影師的憤怒反應。但楊德昌最後不顧一切壓力，仍堅持使用杜可風。杜可風在參與本片後則持續擔任電影攝影師一職。

## 獎項
| 主辦單位         | 獎項         | 受獎者         | 階段／結果 |
| ---------------- | ------------ | -------------- | ---------- |
| 第20屆金馬獎     | 最佳劇情片   |                | 提名       |
| 第20屆金馬獎     | 最佳導演     | 楊德昌         | 提名       |
| 第20屆金馬獎     | 最佳原著劇本 | 楊德昌、吳念真 | 提名       |
| 第28屆亞太影展   | 最佳攝影     | 張惠恭、杜可風 | 獲獎       |
| 1984年休士頓影展 | 金牌獎       |                | 獲獎       |
| 第37屆坎城影展   | 參展觀摩片   |                | 入圍短名單 |

## 外部連結
- 開眼電影網上《海灘的一天》的資料（繁體中文）
- 香港影庫上《海灘的一天》的資料（繁體中文）
- 时光网上《海灘的一天》的資料（简体中文）
- 豆瓣电影上《海灘的一天》的資料 （简体中文）
- 爛番茄上《海灘的一天》的資料（英文）
- AllMovie上《海灘的一天》的资料（英文）
- 互联网电影数据库（IMDb）上《海灘的一天》的资料（英文）
- 第二十屆金馬獎得獎名單